# 2022年9月

## 9月1日
- 神舟十四号航天员乘组进行第一次出舱活动。[1]
- 马来西亚最高法院裁定前首相纳吉·阿都拉萨夫人罗斯玛·曼梳三项贪污罪名成立，处10年监禁并罚款9亿7000万令吉[2]。
- 中華民國陸軍金門防衛指揮部表示擊落一架闖入獅嶼空域的民用無人機[3]。
- 阿根廷副总统克里斯蒂娜·费尔南德斯·德基什内尔遭一名巴西籍男子在幾厘米距離用一把半自動手枪指脸，該男子雖然扣動了扳機，但並沒有子彈射出，所以克里斯蒂娜未中枪，該男子则被警方当场逮捕[4]。

## 9月2日
- 在13年的建造后，印度首艘自主設計、研發、建造的航空母艦維克蘭特號航空母艦正式下水服役。[5][6]
- 缅甸内比都监狱特别法庭裁定昂山素季和温敏犯选举舞弊罪，各处3年监禁。至此，昂山素季已被累计判处20年监禁。[7]

## 9月3日
- 因政治危机流亡海外的前斯里兰卡总统戈塔巴雅·拉贾帕克萨返国。[8]
- 经阿根廷卫生部确认，在圣米格尔-德图库曼爆发的不明原因肺炎疫情由军团菌引发。[9]

## 9月4日
- 天主教會教宗方濟各在梵蒂岡聖伯多祿廣場主持已故教宗若望保祿一世榮列真福品慶典彌撒[10]。
- 加拿大萨斯喀彻温省至少13处地点发生连环持刀伤人事件，至少造成10人死亡和15人受伤。[11]

## 9月5日
- 中国国家计算机病毒应急处理中心和360公司分别发布了关于中国西北工业大学遭受上万次境外恶意网络攻击的调查报告[12]，报告显示网络攻击源头系美国国家安全局。[13]网络攻击已导致超过140 GB的高价值数据遭到窃取。[12]
- 中国四川省甘孜州泸定县发生6.8级地震，震源深度16千米。[14]
- 前英国外交大臣在2022年英國保守黨黨魁選舉中胜出，继任英国首相。[15]
- 俄罗斯驻阿富汗喀布尔大使馆遭到自杀式炸弹袭击，两名使馆雇员与四名阿富汗平民丧生[16]。
- 根据2022年智利公投的投票结果，智利新宪法未能通过。[17]

## 9月8日
- 统治英国长达70年的女王伊丽莎白二世在巴尔莫勒尔城堡辞世，享年96岁，王储查尔斯成为英国新的国王，是为查尔斯三世[18]。

## 9月11日
- 巴布亚新几内亚发生7.7级地震，造成至少5人死亡、4人受伤[19]。
- 2022年美国网球公开赛正式落下帷幕，西班牙选手卡洛斯·阿尔卡拉斯赢得男子单打冠军并成为美网史上最年轻的冠军得主，波兰选手伊加·斯瓦泰克赢得女子单打冠军，美国选手拉杰夫·拉姆和英国选手乔·索尔兹伯里赢得男子双打冠军，来自捷克的巴博拉·克雷吉茨科娃和凯特琳娜·丝妮柯娃赢得了女子双打冠军，来自澳大利亚的斯托姆·桑德斯和约翰·皮尔斯则赢得了混合双打冠军[20]。
- 烏克蘭軍隊在俄羅斯佔領的哈爾科夫州領土發動反攻攻勢，佔領關鍵據點伊久姆、庫普揚斯克等地[21]。
- 義大利國家男子排球隊擊敗波蘭國家男子排球隊，贏得2022年世界男子排球錦標賽冠軍[22]。

## 9月12日
- 美國HBO諷刺喜劇影集《白蓮花大飯店》在第74屆黃金時段艾美獎中贏得最多獎項[23]。

## 9月13日
- 在肯亞最高法院確認選舉結果後，威廉·魯托正式接替烏胡魯·甘耶達出任肯亞總統[24]。
- 亞美尼亞軍隊和亞塞拜然軍隊在兩國邊界爆發大規模武裝衝突，造成超過150人死亡[25]。

## 9月14日
- 强台风梅花在浙江省舟山市登陆，登陆时最大风力为14級[26]。
- 在瑞典民主黨為首的右派聯盟於2022年大选中取得多數議席後，瑞典總理宣布請辭並留任看守總理[27]。
- 美國花式滑冰運動員伊利亞·馬里寧在美國花式滑冰經典賽中，成為首個完整完成四周半跳動作的選手[28]。

## 9月15日
- 曾为ATP排名世界第一的瑞士网球选手宣布在后退役[29]。
- 在烏茲別克斯坦參加上海合作組織峰会期間，中國國家主席習近平與俄羅斯總統普京舉行了雙邊會談[30]。
- 卡塔尔更换已沿用46年的国徽。[31]
- 若昂·洛伦索就任安哥拉总统。
- 马来西亚资深政治人物三美威鲁逝世，享年86岁[32]。

## 9月16日
- 吉爾吉斯與中亞鄰國塔吉克發生軍事衝突，吉爾吉斯衛生部表示造成24人死亡、87人受傷[33][34]。
- 哈薩克議會兩院聯席會議通過將首都更名為阿斯塔納的憲法修正案，並將總統任期限制為一屆7年[35]。
- 烏克蘭軍隊在成功收復東部城市伊久姆後，於當地發現埋葬至少450人的亂葬崗[36]。

## 9月18日
- 中国贵州省黔南州三都至荔波高速三都段发生一起涉疫人员隔离转运客车侧翻事故，造成至少27人死亡，20人受伤[37][38]。
- 2022年9月17日至19日发生在台湾台东县接连发生6级以上强烈地震，造成1死146伤[39]。
- 西班牙國家男子籃球隊擊敗法國國家男子籃球隊，贏得2022年歐洲籃球錦標賽冠軍[40]。

## 9月19日
- 墨西哥中部的米却肯州发生7.7级地震，目前已造成1人死亡[41]。
- 已故英国及英聯邦王國女王、英聯邦元首伊丽莎白二世的国葬于伦敦举行。[42]

## 9月21日
- 俄羅斯總統普京發表全國電視講話，宣布在俄羅斯展開局部軍事動員，並已簽署局部動員令，聲稱是捍衞俄羅斯主權的必要行動，又不排除會動用核武保護領土完整。俄羅斯防長紹伊古隨後公佈，會動員30萬名預備役公民[43][44][45]。
- 库尔德族女子玛莎·阿米尼因违反着装规范在被伊朗警方关押期间死亡，引发的大规模抗议活动，已造成至少7人死亡[46]。

## 9月23日
- 俄罗斯联邦开启针对顿涅茨克等四地区的“入俄公投”，顿涅茨克州、卢甘斯克州、赫尔松州和扎波罗热州于莫斯科时间9月23日8时起开始举行入俄公投[47][48]。
- 梅倩琳被加拿大总理贾斯汀·特鲁多委任为驻华大使，成为首位女性加拿大驻华大使[49]。

## 9月25日
- 由義大利兄弟主席喬治亞·梅洛尼所領導的中右聯盟在2022年大選中贏得多數席次[50]。
- 肯亞長跑運動員埃利烏德·基普喬蓋在2022年柏林馬拉松以2小時1分9秒的成績打破男子世界紀錄[51]。
- 旨在保障LGBT权益的古巴《家庭法》以66.87%的初步支持率获公投通过，古巴成为第33个同性婚姻合法化的国家。[52]

## 9月26日
- 俄罗斯乌德穆尔特共和国伊热夫斯克市发生校园枪击案，造成至少17人死亡，24人受伤。[53]
- 美国国家航空航天局执行雙小行星改道測試任务的探测器成功撞击了小行星雙生星的卫星雙衛一，这是世界上首次行星防御技术演示。[54]

## 9月27日
- 俄罗斯在乌克兰占领区的公投结束。顿涅茨克，卢甘斯克，扎波罗热州和赫尔松州各以99.23%，98.42%，93.11%和87.05%的赞成投票率加入俄罗斯联邦。[55]
- 两条北溪输气管道在丹麦海域发生泄漏，管道疑似是被人为破坏。[56][57][58]
- 沙特阿拉伯国王萨勒曼发布国王令改组内阁，任命王储穆罕默德·本·萨勒曼为首相。[59]
- 由电动航空工业所生产的爱丽丝成为首个首飞成功的电动固定翼航空器[60]。

## 9月28日
- 曾經獲得諾貝爾和平獎的東帝汶天主教主教卡洛斯·貝洛遭指控在1990年代性侵未成年男性，並因此受到梵蒂岡處分[61]。
- 颶風伊恩先後襲擊開曼群島、古巴、美國佛羅里達州等沿海地區，造成至少17人死亡[62]。

## 9月29日
- 邵逸夫獎舉行第十九屆頒獎禮，因應疫情第三年以網上直播形式舉行。[63]
- 諾魯議會選舉無黨籍議員洛斯·昆擔任新任諾魯總統，接替萊昂納爾·安格明的職務[64]。
- 中国商飞研制的C919型窄体干线客机取得中国民航局颁发的型号合格证，中国首次具备按国际通行适航标准研制大型客机的能力[65]。
- 在王储米沙尔·艾哈迈德·贾比尔·萨巴赫解散议会后，科威特举行大选。

## 9月30日
- 曾兩度擔任瑞士聯邦總統的人民黨籍聯邦委員會委員於利·毛瑞爾宣布將在2022年底正式離任[66]。
- 在吞併公投結束後，俄羅斯總統弗拉迪米爾·普丁宣布將烏克蘭盧干斯克、頓內次克、扎波羅熱與赫爾松四州納入俄罗斯領土[67]。乌克兰总统泽连斯基宣布加快乌克兰加入北约的进程[68]。
- 布基纳法索繼本年一月後再次發生政变，军方领导人保罗-亨利·桑达奥果·达米巴被赶下台，易卜拉欣·特拉奥雷接任[69]。